# Mette Iversen Sahlholdt
Mette Iversen Sahlholdt (født 22. juli 1977) er en tidligere dansk håndboldmålvogter, der har optrådt for GOG, HC Odense og Nykøbing Falster Håndboldklub. Hun har også tidligere været en del af det danske kvindelandshold, hvor hun har spillet 42 landskampe. Til EM i 2014 blev hun skrevet ind i den store 28 mands bruttotrup, og hun var derfor en mulig gardering, hvis der skulle opstå skader.
Hun deltog i VM i 2015, hvor Danmark kom på 6. pladsen.
Hun stoppede karrieren efter sæsonen 11/12, men gjorde comeback i sæsonen 13/14.
I hendes sidste håndboldkamp vandt hun det danske mesterskab 2016-17 med Nykøbing Falster HK, da de slog København Håndbold i finalen 27-25. Det var klubbens første danske mesterskab nogensinde.